# آلکسی یکیمیان
آلکسی یکیمیان (ارمنی: Ալեքսեյ Հեքիմյան؛ ۱۰ آوریل ۱۹۲۷ – ۲۴ آوریل ۱۹۸۲) یک موسیقی‌دان و آهنگساز اهل ارمنستان-روسیه بود.

## زندگی‌نامه
وی همچنین برندهٔ جوایزی همچون مدال «برای دفاع از قفقاز» شده‌است.
ترانه‌های وی توسط خوانندگان برجسته شوروی چون مسلم ماقمایف، سوفیا روتارو، لوسینه زاکاریان، لیودمیلا ژیکینا و واختانگ کیکابیدزه اجرا شده‌است.
وی همچنین ارتشبد پلیس سری شوروی بود.
یکیمیان در ۲۴ آوریل ۱۹۸۲ در مسکو بر اثر سکته قلبی درگذشت و در آرامستان مرکزی ایروان (توخماخ) به خاک سپرده شد.

## نگارخانه

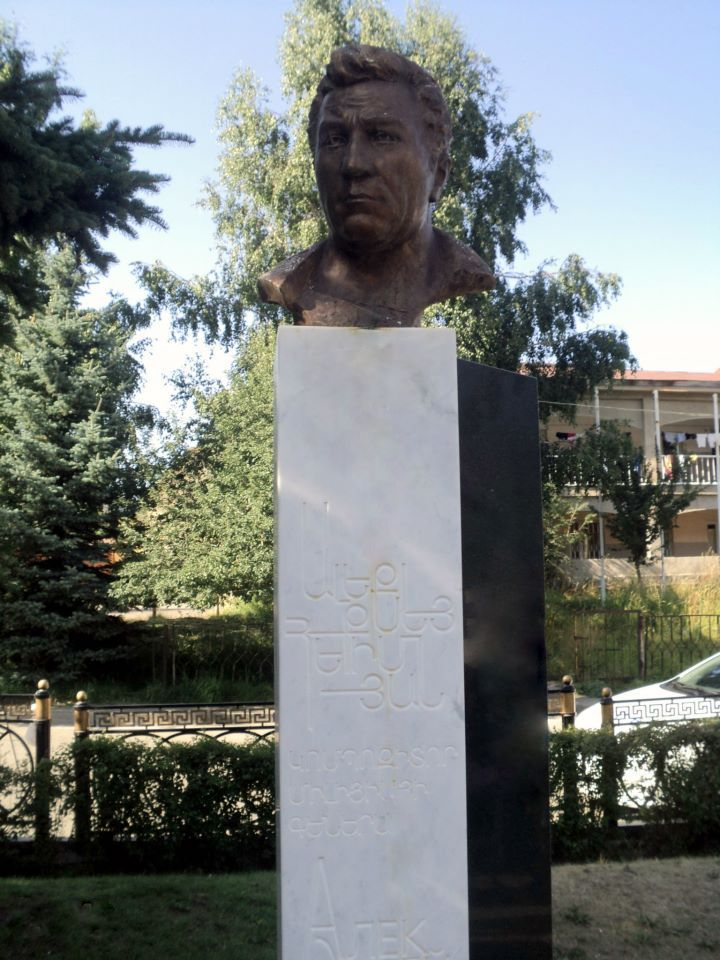